# Tibouchina riparia
Tibouchina riparia är en tvåhjärtbladig växtart som beskrevs av Markgr.. Tibouchina riparia ingår i släktet Tibouchina och familjen Melastomataceae. Inga underarter finns listade i Catalogue of Life.